# Super Back to the Future II
Super Back to the Future II (スーパー・バック・トゥ・ザ・フューチャー II, Sūpā Bakku tu za Fyūchā Tzu) is een computerspel voor de Super Famicom, gebaseerd op de film Back to the Future Part II. Het spel werd enkel op de Japanse markt uitgebracht door Toshiba.

## Verhaal
De speler neemt de rol aan van Marty McFly. Hij en zijn vriendin Jennifer Parker worden door Doc meegenomen naar het jaar 2015 omdat hun kinderen hun hulp nodig hebben. In 2015 neemt Marty te identiteit aan van zijn zoon, Marty Jr., en gaat de strijd aan met de kleinzoon van Biff tannen, Griff. Nadat Marty Griff en zijn bende heeft verslagen, worden ze gearresteerd waardoor Marty’s zoon niet in de problemen komt.
Ondertussen steelt de oude Biff Tannen de De Lorean tijdmachine, en reist terug naar 1955 om zijn jongere zelf een sportalmanak te geven. Door deze almanak kan Biff een fortuin vergaren met gokken op wedstrijden. Wanneer Doc, Marty en Jennifer terugkeren in 1985, blijkt dat Hill Valley geheel in bezit is van Biff. Marty moet nu uitzoeken wat er gaande is, en proberen de tijdlijn te herstellen.